# Saint-Sorlin (massif du Jura)
Pour les articles homonymes, voir Saint-Sorlin (homonymie).
Le Saint-Sorlin, ou mont de Saint-Sorlin, est un sommet du massif du Jura, en France. Il se situe sur la limite communale des Pontets, dans le département du Doubs, et de Cerniébaud, dans le département du Jura, et en région Bourgogne-Franche-Comté. Il s'élève à 1 237 m d'altitude, constituant le point culminant de la chaîne de la Haute-Joux. La seule route qui traverse le massif, relie Les Pontets à Cerniébaud par le col de Saint-Sorlin à 1 137 m d'altitude.